# Castle Bytham
Castle Bytham är en ort och en civil parish i Storbritannien.   Den ligger i grevskapet Lincolnshire och riksdelen England, i den sydöstra delen av landet, 140 km norr om huvudstaden London. Castle Bytham ligger 60 meter över havet och antalet invånare är 744.
Slottet som gett namn åt orten förstördes år 1221.
Terrängen runt Castle Bytham är platt. Runt Castle Bytham är det ganska tätbefolkat, med 139 invånare per kvadratkilometer. Närmaste större samhälle är Bourne, 10,3 km öster om Castle Bytham. Trakten runt Castle Bytham består till största delen av jordbruksmark.